# Wapen van Warns

Wapen van Warns

Het wapen van Warns is het dorpswapen van het Nederlandse dorp Warns, in de Friese gemeente Súdwest-Fryslân. Het wapen werd in de huidige vorm in 2004 geregistreerd.

## Geschiedenis
Warns is een van de Friese dorpen waarvan een oud dorpswapen is overgeleverd. Dit wapen komt reeds voor in het wapenboek van Andries Schoemaker uit 1695. Het wapen lijkt afgeleid te zijn van een vlag. Bij de registratie van het wapen werd een rood veld met een anker toegevoegd.

## Beschrijving
De blazoenering van het wapen luidt als volgt:
Gedeeld: I. gedwarsbalkt van vier stukken zwart en zilver; II. in rood een gouden anker.
De heraldische kleuren zijn: sabel (zwart), zilver (zilver), keel (rood) en goud (goud).

## Symboliek
- Anker: symbool voor de scheepvaart. De gouden kleur verwijst naar de welvaart die de scheepvaart bracht.[2]
- Rood veld: ontleend aan de wapens van Stavoren, Hemelumer Oldeferd en Nijefurd.

Het wapen van Stavoren.
Het wapen van Hemelumer Oldeferd.
Het wapen van Nijefurd.

## Zie ook

Vlag van Warns